# Liste des souverains de Monaco
La maison Grimaldi est l'une des plus puissantes familles de l'ancienne république de Gênes. L'empereur romain germanique Henri VI concède le rocher de Monaco à Gênes en 1191, à charge pour celle-ci d'y édifier une forteresse, qui ne commencera à voir le jour qu'en 1215 et qui deviendra par la suite le palais princier.
À la suite des fréquents exils que les grandes familles génoises subissent durant cette époque, on retrouve les Grimaldi dans toute la région des Alpes maritimes, en particulier autour de Nice. Ces Grimaldi sont en effet alliés de Charles d'Anjou, roi de Sicile et comte de Provence.
Les Grimaldi et leurs alliés guelfes trouveront fréquemment refuge à Monaco. La petite histoire veut que François Grimaldi — dit le Rusé ou le Malicieux — et sa bande se déguisent en moines pour s'emparer de la forteresse en 1297, sans pouvoir consolider ce gain. Ce seront les efforts des coseigneurs Antoine († 1358, tige de la branche d'Antibes) et de Charles Ier († 1357), et un siècle plus tard de Lambert (1425-1494), qui établiront durablement la souveraineté des Grimaldi à Monaco.
Ces souverains sont connus jusque-là comme seigneurs de la place. Le titre de prince de Monaco sera utilisé à partir de 1612 par Honoré II, et reconnu par le royaume d'Espagne et le royaume de France.

## Souverains de Monaco

### Seigneurs de Monaco
| Portrait                       | Nom               | Règne             | Règne            | Notes |
| Portrait                       | Nom               | Début             | Fin              | Notes |
| ------------------------------ | ----------------- | ----------------- | ---------------- | --- |
|                                | François Grimaldi | 8 janvier 1297    | 8 janvier 1297   | Fils de Guglielmo Grimaldi et de Giacoba. Épouse en 1295, Aurelia del Carretto.                                                                  |
|                                | Rainier Ier       | 8 janvier 1297    | 10 avril 1301    | Cousin au 5e degré et beau-fils par alliance du précédent (fils de Lanfranco Grimaldi et d'Aurelia del Carretto). Épouse Salvatica del Carretto. |
| Occupation génoise (1301-1331) |                   |                   |                  | |
|                                | Charles Ier       | 12 septembre 1331 | 15 août 1357     | Fils de Rainier Ier et Salvatica del Carretto. Épouse Lucchina Spinola. Co-règne avec Antoine, Rainier II et Gabriel entre 1352 et 1357.         |
|                                | Antoine (Ier)     | 29 juin 1352      | 15 août 1357     | Frère de Rainier Ier. Épouse Antonia Spinetti. Co-règne avec Charles Ier, Rainier II et Gabriel.                                                 |
|                                | Rainier II        | 29 juin 1352      | 15 août 1357     | Fils de Charles Ier et Lucchina Spinola. Épouse Maria del Carretto. Co-règne avec Charles Ier, Antoine et Gabriel.                               |
|                                | Gabriel           | 29 juin 1352      | 15 août 1357     | Fils de Charles Ier et Lucchina Spinola. Épouse une membre de la famille Orsini. Co-règne avec Charles Ier, Antoine et Rainier II.               |
| Occupation génoise (1357-1395) |                   |                   |                  | |
|                                | Louis             | Janvier 1395      | 19 décembre 1395 | Fils de Charles Ier et Lucchina Spinola. Co-règne avec Jean Ier.                                                                                 |
|                                | Jean Ier          | Janvier 1395      | 19 décembre 1395 | Fils de Rainier II et d'Isabella Asinari. Co-règne avec Louis.                                                                                   |
| Occupation génoise (1395-1397) |                   |                   |                  | |
|                                | Louis             | 11 mai 1397       | 5 novembre 1402  | Fils de Charles Ier et Lucchina Spinola. |
| Occupation génoise (1402-1419) |                   |                   |                  | |
|                                | Ambroise          | 5 juin 1419       | 1427             | Fils de Rainier II et d'Isabella Asinari. Co-règne avec Antoine et Jean Ier.                                                                     |
|                                | Antoine (II)      | 5 juin 1419       | 1427             | Fils de Rainier II et d'Isabella Asinari. Co-règne avec Ambroise et Jean Ier.                                                                    |
|                                | Jean Ier          | 5 juin 1419       | 3 octobre 1436   | Fils de Rainier II et d'Isabella Asinari. Épouse Pomellina Fregoso en 1407. Co-règne avec Ambroise et Antoine entre 1419 et 1427.                |
| Occupation milanaise (1436)    |                   |                   |                  | |
|                                | Jean Ier          | Novembre 1436     | 8 mai 1454       | Fils de Rainier II et d'Isabella Asinari. Épouse Pomellina Fregoso en 1407.                                                                      |
|                                | Catalan           | 8 mai 1454        | Juillet 1457     | Fils du précédent. Épouse Bianca del Carretto.                                                                                                   |
|                                | Claudine          | Juillet 1457      | 16 mars 1458     | Fille du précédent. Épouse Lamberto Grimaldi. |
|                                | Lambert           | 16 mars 1458      | Mars 1494        | Époux de la précédente |
|                                | Jean II           | Mars 1494         | 11 octobre 1505  | Fils des deux précédents. |
|                                | Lucien            | 11 octobre 1505   | 22 août 1523     | Frère du précédent. Fils de Claudine et Lambert. Épouse Jeanne de Pontevès.                                                                      |
|                                | Honoré Ier        | 22 août 1523      | 7 octobre 1581   | Fils du précédent. Épouse Isabella Grimaldi. |
|                                | Charles II        | 7 octobre 1581    | 17 mai 1589      | Fils du précédent. |
|                                | Hercule Ier       | 17 mai 1589       | 29 novembre 1604 | Frère du précédent. Fils d'Honoré Ier. Épouse Maria Landi di Valdetaro                                                                           |

### Princes de Monaco
| Portrait                         | Nom              | Règne             | Règne             | Notes |
| Portrait                         | Nom              | Début             | Fin               | Notes |
| -------------------------------- | ---------------- | ----------------- | ----------------- | --- |
|                                  | Honoré II        | 29 novembre 1604  | 10 janvier 1662   | Fils du précédent. Épouse Ippolita Trivulzio.                                                               |
|                                  | Louis Ier        | 10 janvier 1662   | 2 janvier 1701    | Petit-fils du précédent par son père, Hercule Grimaldi. Épouse Catherine Charlotte de Gramont.              |
|                                  | Antoine Ier      | 2 janvier 1701    | 26 février 1731   | Fils du précédent. Épouse Marie de Lorraine.                                                                |
|                                  | Louise-Hippolyte | 26 février 1731   | 29 décembre 1731  | Fille du précédent. Épouse Jacques Goyon de Matignon.                                                       |
|                                  | Jacques Ier      | 29 décembre 1731  | 7 novembre 1733   | Mari de la précédente. Abdique en faveur de son fils.                                                       |
|                                  | Honoré III       | 7 novembre 1733   | 19 janvier 1793   | Fils de Jacques Ier et Louise-Hippolyte. Épouse Marie-Catherine Brignole.                                   |
| Occupation française (1793-1814) |                  |                   |                   | |
|                                  | Honoré IV        | 30 mai 1814       | 16 janvier 1819   | Fils du précédent. Épouse Louise d'Aumont.                                                                  |
|                                  | Honoré V         | 16 janvier 1819   | 2 octobre 1841    | Fils du précédent.                                                                                          |
|                                  | Florestan        | 2 octobre 1841    | 20 juin 1856      | Frère du précédent, fils d'Honoré IV. Épouse Caroline Gibert.                                               |
|                                  | Charles III      | 20 juin 1856      | 10 septembre 1889 | Fils du précédent. Épouse Antoinette de Merode.                                                             |
|                                  | Albert Ier       | 10 septembre 1889 | 26 juin 1922      | Fils du précédent. Épouse Mary Victoria Hamilton en premières noces et Alice Heine en secondes noces.       |
|                                  | Louis II         | 26 juin 1922      | 9 mai 1949        | Fils du précédent et de Mary Victoria Hamilton. Épouse Ghislaine Dommanget.                                 |
|                                  | Rainier III      | 9 mai 1949        | 6 avril 2005      | Petit-fils du précédent (par sa mère Charlotte Grimaldi, fille illégitime de Louis II). Épouse Grace Kelly. |
|                                  | Albert II        | 6 avril 2005      | En fonction       | Fils du précédent. Épouse Charlene Wittstock.                                                               |

### Prétendants au trône
Après la mort de Louis II sans descendants légitimes et la renonciation au trône de Guillaume d'Urach (qui ne pouvait prétendre au trône de Monaco étant Allemand), Aynard.
|                             | Aynard Guigues de Moreton de Chabrillan | 9 mai 1949     | 8 janvier 1950     | Descendant en ligne naturelle et légitime d'Honoré III |
|                             | Jean de Caumont La Force                | 8 janvier 1950 | 8 juin 1986        | Petit-fils du précédent par sa mère, Anne Marie        |
| Olivier de Caumont La Force | 8 juin 1986                             | 12 avril 2003  | Fils du précédent  |                                                        |
| Xavier de Caumont La Force  | 12 avril 2003                           |                | Frère du précédent |                                                        |

## Généalogie
- Grimaldo Grimaldi (1170-1257)
  - Antonio Grimaldi (1259-????)
    - Guglielmo Grimaldi
      -  François Grimaldi (????-1309), seigneur de Monaco

  - ?????? Grimaldi
    - Lanfranco Grimaldi (1230-1293)
      -  Antoine (Ier) de Monaco (????-1358), seigneur de Monaco
      -  Rainier Ier de Monaco (1267-1314), seigneur de Monaco
        -  Charles Ier de Monaco (????-1357), seigneur de Monaco
          -  Gabriel de Monaco, seigneur de Monaco
          -  Louis de Monaco (????-1402), seigneur de Monaco
          -  Rainier II de Monaco (1350-1407), seigneur de Monaco
            -  Ambroise de Monaco (????-1433), seigneur de Monaco
            -  Antoine (II) de Monaco (????-1427), seigneur de Monaco
            -  Jean Ier de Monaco (1382-1454), seigneur de Monaco
              -  Catalan de Monaco (1422-1457), seigneur de Monaco
                -  Claudine de Monaco (1451-1515), dame de Monaco +  Lambert de Monaco (Lamberto Grimaldi) (1420-1494), seigneur de Monaco
                  -  Jean II de Monaco (1468-1505), seigneur de Monaco
                  -  Lucien de Monaco (1481-1523), seigneur de Monaco
                    -  Honoré Ier de Monaco (1522-1581), seigneur de Monaco
                      -  Charles II de Monaco (1555-1589), seigneur de Monaco
                      -  Hercule Ier de Monaco (1562-1604), seigneur de Monaco
                        -  Honoré II de Monaco (1597-1662), seigneur puis prince de Monaco
                          - Hercule Grimaldi (1623-1651), marquis des Baux
                            -  Louis Ier de Monaco (1642-1701), prince de Monaco
                              -  Antoine Ier de Monaco (1661-1731), prince de Monaco
                                -  Louise-Hippolyte de Monaco (1697-1731), princesse de Monaco +  Jacques Ier de Monaco (Jacques de Goyon de Matignon) (1689-1751), prince de Monaco
                                  -  Honoré III de Monaco (1720-1795), prince de Monaco
                                    -  Honoré IV de Monaco (1758-1819), prince de Monaco
                                      -  Honoré V de Monaco (1778-1841), prince de Monaco
                                      -  Florestan Ier de Monaco (1785-1856), prince de Monaco
                                        -  Charles III de Monaco (1818-1889), prince de Monaco
                                          -  Albert Ier de Monaco (1848-1922), prince de Monaco
                                            -  Louis II de Monaco (1870-1949), prince de Monaco
                                              - Charlotte Grimaldi (1898-1977), duchesse de Valentinois + Pierre de Polignac (1895-1964), duc de Valentinois
                                                -  Rainier III de Monaco (1923-2005), prince de Monaco
                                                  -  Albert II de Monaco (1958), prince de Monaco

## Armoiries
| Blason | Blasonnement : Fuselé d'argent et de gueules. |